# Sadko în Regatul subacvatic
Sadko în Regatul subacvatic (în rusă Садко в Подводном царстве - Sadko v Podvodnom țarstve) este un tablou pictat în ulei pe pânză în anul 1876 de către pictorul și sculptorul realist rus Ilia Repin. 
Repin a pictat tabloul Sadko în Regatul subacvatic în timpul șederii sale în Franța, bazat pe o legendă veche rusă despre Sadko, un comerciant din Novgorod care este încoronat regele Regatului subacvatic fantastic. Tabloul prezintă momentul în care regelui îi sunt prezentate cele 900 de fiice ale mării, dintre care își alege pe viitoarea lui soție.
Sadko este afișat pe partea dreaptă a imaginii, ca un erou tipic rus: haină lungă și căciulă de blană, cu o barbă scurtă. 
Pe fundul mării sunt alge marine, animale și plante marine luxuriante, pești zburători plutind în bule de apă, stele de mare și un rechin. Fiicele regelui defilează ca într-o paradă - unele dintre ele sunt sirene purtând rochii generos împodobite sau sunt pe jumătate goale, toate având bijuteriile în păr. Toate aruncă spre Sadko priviri cochete, dar acesta privește peste capetele lor și privirile îi sunt concentrate pe o fată îmbrăcată modest aflată în fundalul picturii. Aceasta este o tânără femeie, o țărancă rusoaică tipică, îmbrăcată într-o cămașă albă, cu părul strâns într-o coadă lungă, neagră. 